# 出雲の女
『出雲の女』（いずものおんな）はフジテレビ系「おんなの劇場」枠で1969年12月12日～12月26日、毎週金曜日21:30～22:26に放送された連続テレビドラマである。カラー作品。全3回。

## 概要
「おんなの劇場」第8作。大正時代の浅草を舞台に、滅びゆく芸能・安来節に人生を賭けた女芸人の生きざまを描く。森光子、渥美清の共演で話題になった。

## 物語
浅草木馬館の舞台では安来節がにぎやかに演じられていた。一座の花形、うさぎが楽屋に戻ると、演出兼雑用係の大関が変わり映えのしない舞台を一新して芸術祭に出そうと提案する。うさぎも妹分のたま江も気乗りしなかったが、大関に押し切られて渋々承知した。ところが興行は大失敗に終わり、一座は小屋をストリップに明け渡してドサ回りを余儀なくされた…。

## キャスト
- 明石はる（うさぎ）… 森光子
- 大関史郎 ……………… 渥美清
- たま江 ………………… 朝丘雪路
- 館林仙之助 …………… 三島雅夫
- 明石京子 ……………… 山岸映子
- 中条代議士 …………… 中村竹弥
- 鶴吉 …………………… 永井柳太郎
- 木村宗一 ……………… 小西幸男
- 清水将夫
- 中村伸郎
- 石井富子
- 富永美沙子

## スタッフ
- 脚本：小幡欣治
- 演出：小林俊一

## 参考資料
- 「テレビジョンドラマ」（放送映画出版）

| フジテレビ おんなの劇場                 | フジテレビ おんなの劇場              | フジテレビ おんなの劇場           |
| 前番組                                  | 番組名                               | 次番組                            |
| --------------------------------------- | ------------------------------------ | --------------------------------- |
| 徳川秀忠の妻 （1969.10.31 - 1969.12.5） | 出雲の女 （1969.12.12 - 1969.12.26） | 振袖御殿 （1970.1.2 - 1970.2.20） |